# ZZ Top's First Album
Albums de ZZ Top
Rio Grande Mud
(1972)
Singles
1. "(Somebody Else Been) Shakin' Your Tree"
Sortie : janvier 1971

ZZ Top's First Album est, comme son nom l'indique, le premier album studio du groupe de rock américain ZZ Top. Il a été produit par Bill Ham et est sorti le 16 janvier 1971 sur London Records. Établissant leur attitude et leur humour, ZZ Top a incorporé des influences boogie, hard rock et rock sudiste dans leur son. Sur le plan thématique, l'album est vivant, ludique et parfois impétueux, rempli d'expériences personnelles du groupe et d'insinuations sexuelles qui sont devenues essentielles à l'image du groupe. ZZ Top a commencé à enregistrer l'album aux studios Robin Hood à Tyler, au Texas. (Somebody Else Been) Shakin' Your Tree était le seul single sorti de l'album, il n'apparaissait pas dans les charts Billboard.

## Liste des pistes
Toutes les chansons sont écrites et composées par Billy Gibbons.
| 1. | (Somebody Else Been) Shaking Your Tree | 2:32 |
| 2. | Brown Sugar                            | 5:22 |
| 3. | Squank                                 | 2:46 |
| 4. | Goin' Down to Mexico                   | 3:26 |
| 5. | Old Man                                | 3:23 |

| Face B | Face B                    | Face B | Face B | Face B | Face B | Face B | Face B | Face B | Face B |
| No     | Titre                     | Durée  |        |        |        |        |        |        |        |
| ------ | ------------------------- | ------ | ------ | ------ | ------ | ------ | ------ | ------ | ------ |
| 1.     | Neighbor, Neighbor        | 2:18   |        |        |        |        |        |        |        |
| 2.     | Certified Blues           | 3:25   |        |        |        |        |        |        |        |
| 3.     | Bedroom Thang             | 4:37   |        |        |        |        |        |        |        |
| 4.     | Just Got Back from Baby's | 4:07   |        |        |        |        |        |        |        |
| 5.     | Backdoor Love Affair      | 3:20   |        |        |        |        |        |        |        |
| 35:16  |                           |        |        |        |        |        |        |        |        |

## Personnel

### ZZ Top
- Billy Gibbons – chant, guitare
- Dusty Hill – basse, chant
- Frank Beard – batterie

### Production
- Bill Ham – producteur